# دانیل کادل
دانیل کادل (انگلیسی: Kadell Daniel؛ زادهٔ ۳ ژوئن ۱۹۹۴) بازیکن فوتبال اهل بریتانیا است.
از باشگاه‌هایی که در آن بازی کرده‌است می‌توان به باشگاه فوتبال کریستال پالاس اشاره کرد.
وی همچنین در تیم‌های ملی فوتبال گویان بازی کرده‌است.